# We shall fight on the beaches

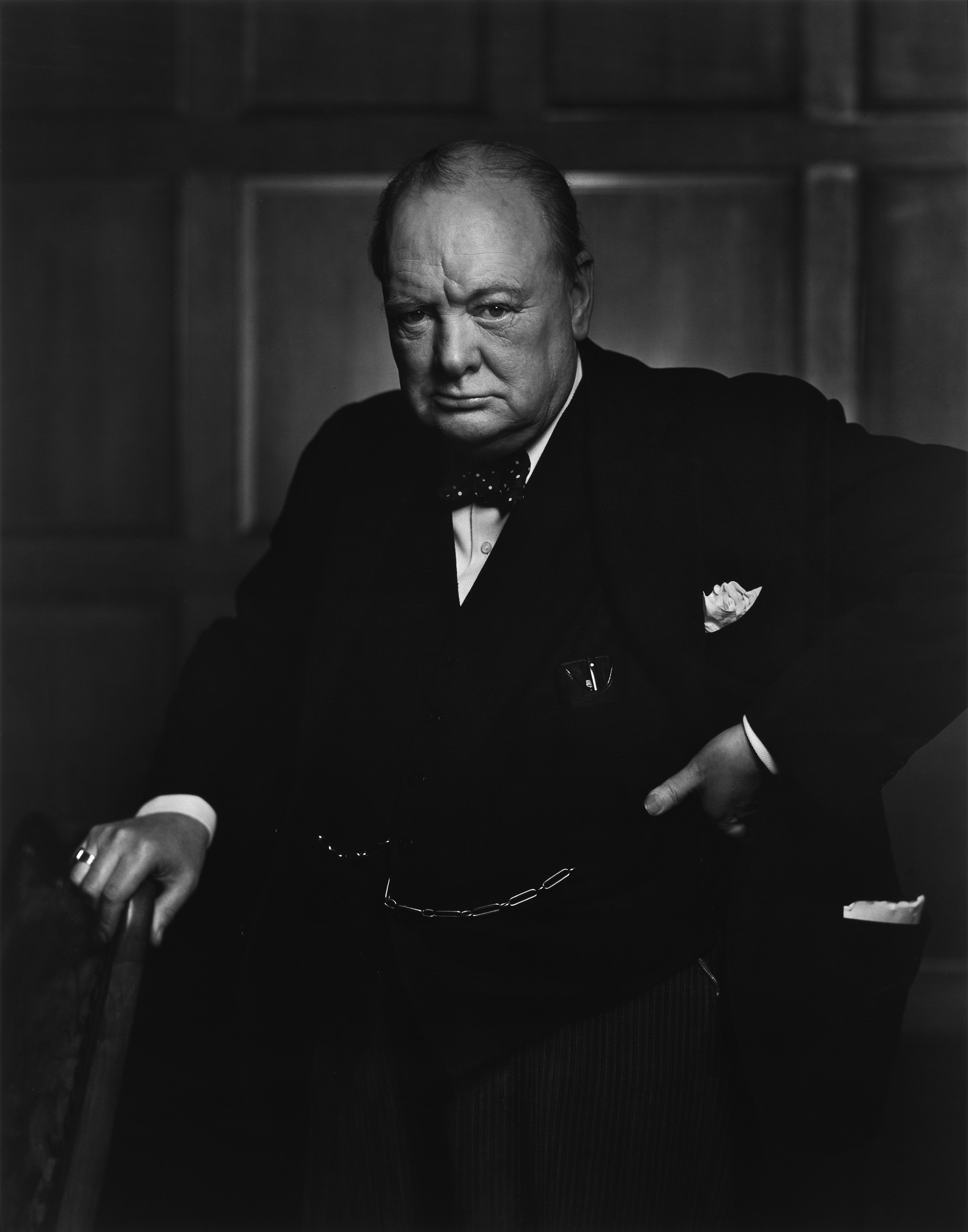
Winston Churchill.

"We shall fight on the beaches" (Vi ska strida på stränderna) är namnet på ett tal av den brittiske premiärministern Winston Churchill, som han höll inför Brittiska underhuset i Storbritanniens parlament den 4 juni 1940. Detta var den andra av hans tre stora tal som gavs under Nazitysklands invasion av Frankrike.
Churchill var i detta tal tvungen att beskriva en stor militärkatastrof och varna för ett eventuellt invasionståg av nazisterna, utan att han skulle tvivla på en eventuell seger. Han var också tvungen att förbereda sin publik om att Frankrike skulle falla ut ur kriget, utan att på något sätt låta Frankrike göra det, och ville fortsätta samma politik och ett oförändrat mål som han framhävde i sitt tidigare tal från den 13 maj, där han förklarade målet om "seger, hur lång och svår vägen än må bli".

## Talets avslutning
Talets peroratio är kanske den mest kända delen av talet, och anses vara ett av krigets främsta oratoriska ögonblick och höjdpunkten på Churchills politiska karriär.
Turning once again, and this time more generally, to the question of invasion, I would observe that there has never been a period in all these long centuries of which we boast when an absolute guarantee against invasion, still less against serious raids, could have been given to our people. In the days of Napoleon, of which I was speaking just now, the same wind which would have carried his transports across the Channel might have driven away the blockading fleet. There was always the chance, and it is that chance which has excited and befooled the imaginations of many Continental tyrants. Many are the tales that are told. We are assured that novel methods will be adopted, and when we see the originality of malice, the ingenuity of aggression, which our enemy displays, we may certainly prepare ourselves for every kind of novel stratagem and every kind of brutal and treacherous manœuvre. I think that no idea is so outlandish that it should not be considered and viewed with a searching, but at the same time, I hope, with a steady eye. We must never forget the solid assurances of sea power and those which belong to air power if it can be locally exercised.
I have, myself, full confidence that if all do their duty, if nothing is neglected, and if the best arrangements are made, as they are being made, we shall prove ourselves once more able to defend our island home, to ride out the storm of war, and to outlive the menace of tyranny, if necessary for years, if necessary alone. At any rate, that is what we are going to try to do. That is the resolve of His Majesty's Government – every man of them. That is the will of Parliament and the nation. The British Empire and the French Republic, linked together in their cause and in their need, will defend to the death their native soil, aiding each other like good comrades to the utmost of their strength.

Even though large tracts of Europe and many old and famous States have fallen or may fall into the grip of the Gestapo and all the odious apparatus of Nazi rule, we shall not flag or fail. We shall go on to the end. We shall fight in France, we shall fight on the seas and oceans, we shall fight with growing confidence and growing strength in the air, we shall defend our island, whatever the cost may be. We shall fight on the beaches, we shall fight on the landing grounds, we shall fight in the fields and in the streets, we shall fight in the hills; we shall never surrender, and if, which I do not for a moment believe, this island or a large part of it were subjugated and starving, then our Empire beyond the seas, armed and guarded by the British Fleet, would carry on the struggle, until, in God's good time, the New World, with all its power and might, steps forth to the rescue and the liberation of the old.
(Svensk översättning)
Jag tar återigen, och denna gång mer allmänt, upp frågan om en invasion. Jag lägger märke till att det aldrig har funnits en period under dessa långa århundraden som vi är så stolta över då en absolut garanti mot invasion, fortfarande mindre mot allvarliga angrepp, har kunnat ges till vårt folk. I Napoleons dagar, som jag precis talade, hade samma vind som skulle ha burit hans transportskepp över kanalen kanske drivit bort blockeringsflottan. Det fanns alltid en chans, och det är den chansen som har upphetsat och vilselett flera kontinentala tyranners fantasier. Många är de berättelser som berättas. Vi är övertygade om att nya metoder kommer att införas, och när vi ser illviljans äkthet, aggressivitetens påhittighet, som vår fiende demonstrerar, då bör vi förbereda oss för alla slags nya knep och varje slags brutal och förrädisk manöver. Jag tycker att ingen idé är så bisarr att den inte bör övervägas och granskas med en forskning, men samtidigt hoppas jag med ett stadigt öga. Vi får aldrig glömma bort den fasta försäkran om sjökraften och det som hör hemma till luftkraften om den kan utövas lokalt.
Men jag själv litar fullständigt på att om alla gör sin plikt, om inget försummas, och bästa möjliga åtgärder vidtas, när de vidtas, ska vi visa för oss själva än en gång att vi har förmågan att försvara vår ö, för att rida ut krigets storm, och överleva det hotande tyranniet, om nödvändigt i flera år, om nödvändigt ensamma. Vad som än händer är det vad vi ska försöka göra. Det är Hans Majestäts regerings och dess ledamöters föresats. Det är viljan hos parlamentet och nationen. Det brittiska imperiet och den franska republiken, sammanlänkade i sina ambitioner och sina behov, kommer att in i döden försvara sitt fosterland, och hjälper varandra som goda kamrater till det absolut yttersta.
Även om stora områden av Europa och många gamla ryktbara stater har fallit eller riskerar att falla i händerna på Gestapo och nazismens alla avskyvärda verktyg, ska vi inte låta oss tröttas eller misslyckas. Vi ska fortsätta till slutet! Vi ska strida i Frankrike, vi ska strida på haven och oceanerna, vi ska strida med växande självförtroende och växande styrka i luften, vi ska försvara vår ö, hur högt priset än blir. Vi ska strida på stränderna, vi ska strida på landstigningsplatserna, vi ska strida på fälten och på gatorna, vi ska strida i bergen; vi ska aldrig kapitulera, och om, vilket jag inte för ett ögonblick tror, den här ön eller en större del av den blev underkuvad och tvingades svälta, då skulle vårt imperium bortom haven, beväpnat och skyddat av den brittiska flottan, fortsätta kampen, tills när Gud så vill, den nya världen med all sin kraft och makt, stiger fram för att rädda och befria den gamla.